# Zoquiapan (Estado de México)
Zoquiapan es una localidad del Estado de México. Es parte del municipio de Ixtapaluca.

## Demografía
| Censo | Población |
| ----- | --------- |
| 1970  | 1 567     |
| 1980  | 1 165     |
| 1990  | 1 331     |
| 1995  | 807       |
| 2000  | 1 276     |
| 2005  | 1 359     |
| 2010  | 1 720     |
| 2020  | 2 222     |